# (533868) 2014 OG394
(533868) 2014 OG394 est un objet transneptunien du groupe des cubewanos.

## Caractéristiques
(533868) 2014 OG394 mesure environ 200 km de diamètre.

## Découverte
(533868) 2014 OG394 a été découvert le 14 novembre 2014.